# Дэвидсон, Джон
Джон Дэвидсон (англ. John Davidson; 11 апреля 1857[…], Бархед, Ренфрушир — 23 марта 1909[…], Пензанс, Юго-Западная Англия) — британский поэт, драматург, известный благодаря целому ряду написанных им баллад.

## Биография
Родился в Баррхеде в семье священника. Учился в Эдинбургском университете. После окончания несколько лет преподавал в различных учебных заведениях. Увлёкся литературой и в 1889 году перебрался в Лондон.
Добился определённых успехов как поэт. Среди заметных поэтических произведений In a Music Hall (1891), Fleet Street Eclogues (1893), Baptist Lake (1894), New Ballads (1896), The Last Ballad (1898), The Triumph of Mammon (1907), а среди пьес известны Bruce (1886), Smith: a Tragic Farce (1888), Godfrida (1898)
Среди написанных им романов наибольшую известность получило эротико-мазохистское произведение A Full and True Account of the Wonderful Mission of Earl Lavender (1895). В 1901 году написал грустный белый стих Testaments. В 1906 году ему была назначена пенсия из Цивильного листа. Дэвидсон страдал от нескольких тяжёлых заболеваний, включая бронхит, астму и др. Он испытывал финансовые затруднения, что и вызвало депрессию.
Дэвидсон исчез 23 марта 1909 года при весьма странных обстоятельствах, которые, однако, не оставляли сомнений в том, что под влиянием депрессии и психического расстройства он утопился в Пензансе. Среди его бумаг была найдена рукопись нового произведения, сборника стихов Fleet Street Poems, в котором есть строка «Это будет моя последняя книга» (англ. This will be my last book). Его тело было обнаружено через много месяцев, 18 сентября 1909 года.
Поэзия Дэвидсона оказала влияние на творчество Т. С. Элиота и У. Стивенса. Эллиот написал предисловие к сборнику произведений Дэвидсона John Davidson: A Selection of His Poems (1961).